# Миллар, Лиам
Лиам Алан Миллар (англ. Liam Alan Millar; род. 27 сентября 1999, Торонто, Онтарио, Канада) — канадский футболист, нападающий швейцарского клуба «Базель» и сборной Канады. Выступает на правах аренды в английском клубе «Престон Норт Энд».

## Клубная карьера
Миллар начал карьеру на родине, играя за полулюбительские коллективы. В 2013 году он переехал в Англию, где сначала занимался в молодёжной академии «Фулхэма», а в 2016 году присоединился к молодёжи «Ливерпуля».
31 января 2019 года Миллар подписал новый долгосрочный контракт с «Ливерпулем» и на правах аренды перешёл в шотландский «Килмарнок» до конца сезона. 1 февраля в матче против «Харт оф Мидлотиан» он дебютировал в шотландской Премьершипе. 11 марта в поединке против «Сент-Миррена» Лиам забил свой первый гол за «Килмарнок». В августе 2019 года Миллар вернулся в аренду в «Килмарнок». В январе 2020 года его аренда в «Килмарноке» была досрочно прекращена.
4 февраля 2020 года Миллар дебютировал за «Ливерпуль» в переигровке четвёртого раунда Кубка Англии против «Шрусбери Таун», выйдя на замену в конце второго тайма.
5 января 2021 года Миллар отправился в аренду в «Чарльтон Атлетик» до конца сезона.
8 июля 2021 года Миллар перешёл в клуб швейцарской Суперлиги «Базель», подписав контракт до лета 2025 года. Сообщается, что стоимость трансфера составила 1,3 млн фунтов стерлингов (1,5 млн евро, 2 млн долларов). За «Базель» он дебютировал 25 июля в матче стартового тура сезона 2021/22 против «Грассхоппера», заменив во втором тайме Валентина Штокера.
1 сентября 2023 года Миллар вернулся в Англию, отправившись в аренду в клуб Чемпионшипа «Престон Норт Энд» до конца сезона. Свой дебют за «Престон Норт Энд», 16 сентября в матче против «Плимут Аргайл», он отметил голом.

## Международная карьера
В 2017 году Миллар был включён в заявку молодёжной сборной Канады на участие в молодёжном чемпионате КОНКАКАФ в Коста-Рике. На турнире он сыграл в матчах против сборных Мексики, Гондураса и Антигуа и Барбуды.
24 марта 2018 года в товарищеском матче против сборной Новой Зеландии Миллар дебютировал за сборную Канады.
В 2019 году Миллар был включён в состав национальной сборной на Золотой кубок КОНКАКАФ. На турнире он сыграл в матчах против команд Мартиники и Кубы.
Был включён в состав сборной на чемпионат мира 2022.
Был включён в состав сборной на Золотой кубок КОНКАКАФ 2023. 4 июля 2023 года в матче группового этапа турнира против сборной Кубы забил свой первый гол за сборную Канады.

### Статистика в сборной
| Канада | Канада | Канада |
| Год    | Игры   | Голы   |
| ------ | ------ | ------ |
| 2018   | 4      | 0      |
| 2019   | 4      | 0      |
| 2020   | 0      | 0      |
| 2021   | 6      | 0      |
| 2022   | 3      | 0      |
| 2023   | 4      | 1      |
| Всего  | 21     | 1      |